# Niva Turca
Niva Turca este o arie protejată (arie specială de conservare — SAC, sit de importanță comunitară — SCI) din Slovacia întinsă pe o suprafață de 137,55 ha, integral pe uscat.

## Localizare
Centrul sitului Niva Turca este situat la coordonatele 48°52′13″N 18°47′59″E / 48.870231°N 18.799596°E.

## Înființare
Situl Niva Turca a fost declarat sit de importanță comunitară în septembrie 2017 pentru a proteja 2 specii de animale. Situl a fost protejat și ca arie specială de conservare în octombrie 2017.

## Biodiversitate
Situată în ecoregiunea alpină, aria protejată nu include niciun habitat protejat.
La baza desemnării sitului se află mai multe specii protejate de  nevertebrate (2): phengaris nausithous (Maculinea nausithous), Maculinea teleius.